# お座敷列車 (名古屋鉄道管理局)
お座敷列車（おざしきれっしゃ）は、日本国有鉄道（国鉄）・東海旅客鉄道（JR東海）が1983年（昭和58年）から1999年（平成11年）まで保有していた鉄道車両（和式客車）で、ジョイフルトレインと呼ばれる車両の一種である。編成独自の愛称はなかったが、配置区であった名古屋車両区の略称から、ファンの間では「ナコ座」とも呼ばれた。

## 概要
国鉄名古屋鉄道管理局が、老朽化したスロ81系お座敷列車の置換え用として、1983年に登場させた、車内を畳敷きにした和式客車である。いずれの車両も12系客車より改造されており、両端の車両はスロフ12形900番台、中間の車両はオロ12形800番台である。改造は名古屋工場が担当した。
この車両の特徴として、12系改造の和式客車として初めて、サロンと展望室が設置された。当車は展望車付きのジョイフルトレインの先駆けで、これを皮切りに他の地域でも展望車付きのジョイフルトレインがいくつか登場していくことになる。
両端のスロフ12形は開放式展望車となったため、800番台ではなく、900番台の車号が付与された。車両番号の下2桁は、スロフ12も含め全車が従来の編成からの通し番号である。両端車の後位側半室はフリースペースの洋間となっておりソファーが置かれ、その部分の側窓は固定式に改められている。種車では展望デッキの位置に設置されていた車掌室は、前位出入り台と客室の間に移設された。大きく構造の変更された両端車と異なり、中間車は先行する静岡鉄道管理局の和式客車「いこい」と同じ構造である。外板塗色は12系客車の標準色のままであるが、展望デッキ部にはステンレスの帯板が巻かれている。
各車の愛称は、名古屋局管内の旧国名から採られている。全車両がグリーン車扱いである。
- 1号車 スロフ12 915「近江」定員44人（スハフ12 29）
- 2号車 オロ12 829「飛騨」定員46人（オハ12 251）
- 3号車 オロ12 830「美濃」定員46人（オハ12 312）
- 4号車 オロ12 831「伊勢」定員46人（オハ12 192）
- 5号車 オロ12 832「尾張」定員46人（オハ12 287）
- 6号車 スロフ12 916「三河」定員44人（スハフ12 89）

## 沿革
名古屋車両区に配置され、主に名古屋地区の団体臨時列車として運用されていた。
所定は6両編成だが、利用客や運転する線区の都合等で3～5両編成に減車して運用される事もあった。
- 1983年4月 運行開始。
- 1987年4月 JR東海に継承。
- 1999年10月 廃車。

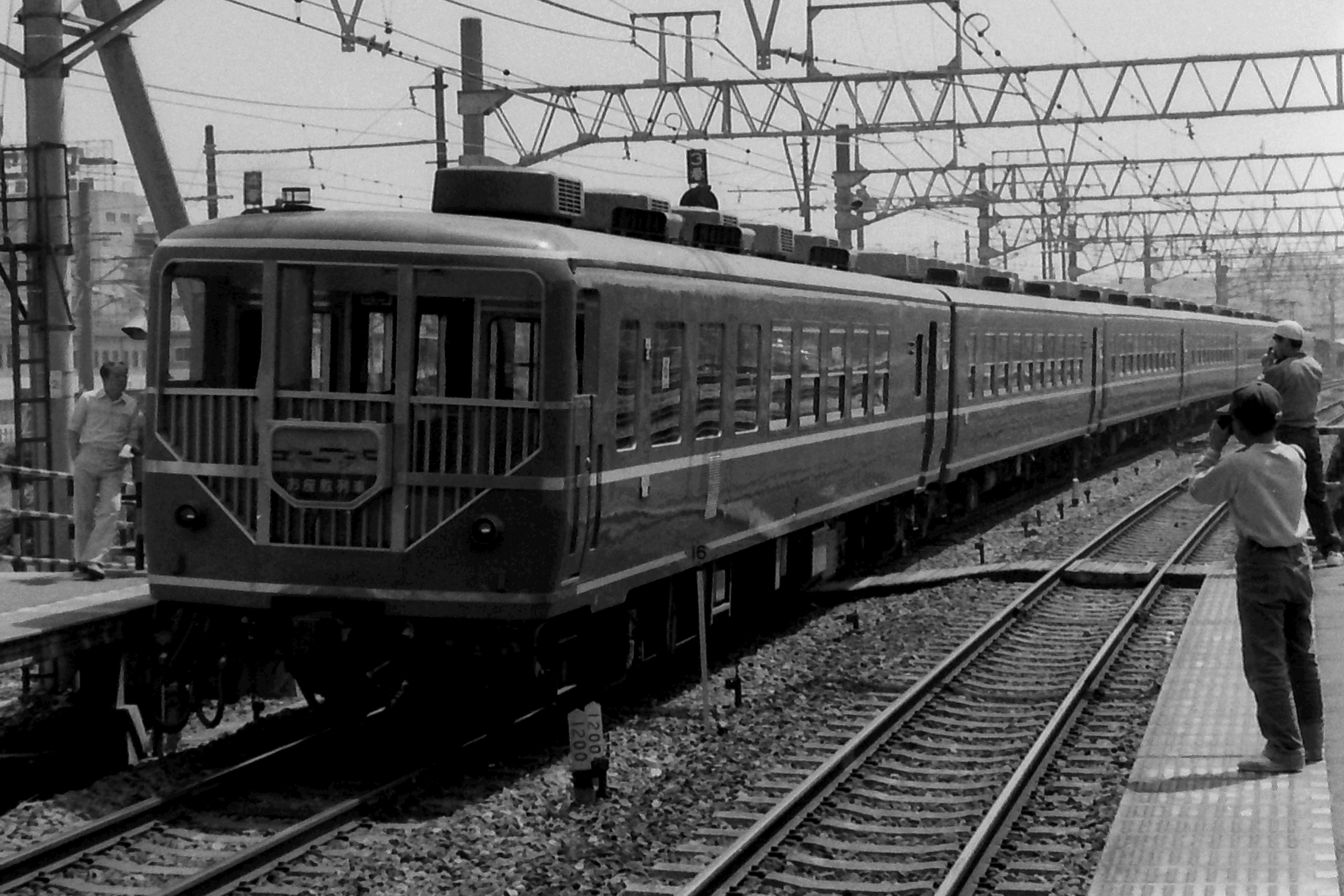
スロフ12 916
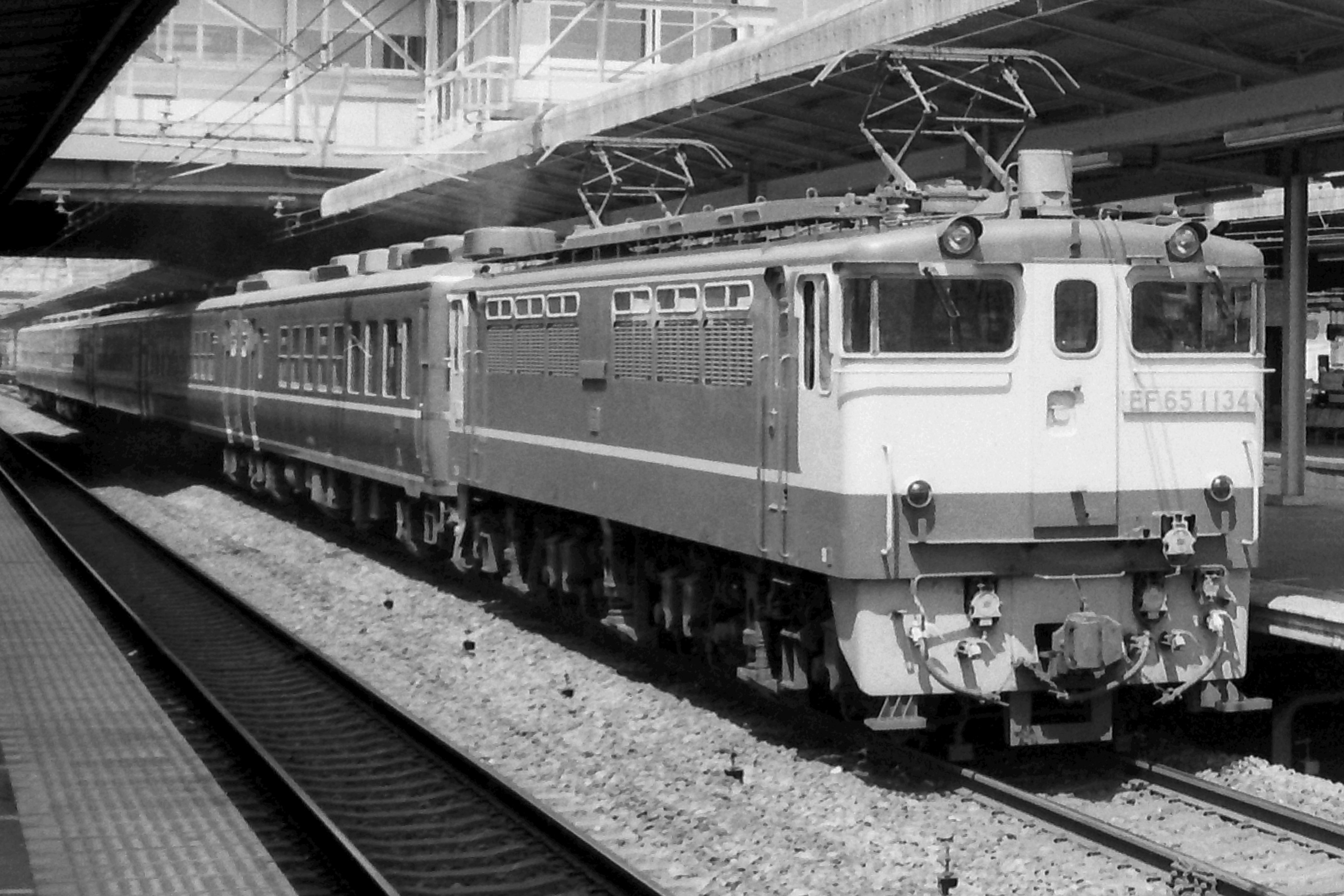
EF65に牽引される「ナコ座」